# Daniella Rush
Daniella Rush, vlastním jménem Daniela Mojhová (* 17. září 1976 Sušice), je bývalá česká pornoherečka z období let 1999–2002 a profesí vystudovaná lékařka.

## Životopis
Zpočátku působila v erotických klubech, odkud později nastartovala svou úspěšnou kariéru. Společně se třemi kolegyněmi Sylvií Tomčalovou (pseudonym: Silvia Saint), Monikou Listopadovou (pseudonym: Monica Sweetheart) a Andreou Absolonovou (pseudonym: Lea Da Mae) vytvořila uměleckou formaci s názvem Dream Team. V červnu 2002 se po vážné autonehodě ocitla na invalidním vozíku, který používá dodnes. V roce 2005 absolvovala všeobecné lékařství na Lékařské fakultě Univerzity Karlovy v Plzni a působí jako lékařka.

## Filmografie
Podle různých odhadů hrála v přibližně 140 filmech v Evropě i USA. V roce 2001 získala na prestižním erotickém festivalu Hot d'Or ve francouzském Cannes ocenění v kategorii nejlepší evropská herečka.